# The Candid Candidate
The Candid Candidate es un corto de animación estadounidense de 1937, de la serie de Betty Boop. Fue producido por los estudios Fleischer y distribuido por Paramount Pictures. En él aparecen Betty Boop y Grampy.

## Argumento
Betty Boop trabaja en la campaña para la elección de Grampy para alcalde. Vence por un solo voto en lo que el diario The Morning Gargle (en español: La gárgara matinal) califica como triunfo arrollador. 
Al día siguiente se presenta al despacho el flamante alcalde, donde le esperan Betty y un montón de problemas, que Grampy solucionará para la total satisfacción de la ciudadanía.

## Producción
The Candid Candidate es la sexagésima séptima entrega de la serie de Betty Boop y fue estrenada el 27 de agosto de 1937.